# Brestov (powiat Humenné)
Brestov – wieś (obec) na Słowacji położona w kraju preszowskim, w powiecie Humenné. Pierwsze wzmianki o miejscowości pochodzą z roku 1567.
Według danych z dnia 31 grudnia 2010, wieś zamieszkiwało 558 osób, w tym 273 kobiet i 285 mężczyzn.
W 2001 roku rozkład populacji względem narodowości i przynależności etnicznej wyglądał następująco:
- Słowacy – 97,05%
- Czesi – 0,18%
- Rusini – 0,55%
- Ukraińcy – 0,92%